# Silabenzeno

Estruturas de alguns silabenzenos instáveis

O silabenzeno é um composto heteroaromático contendo um ou mais átomos de silício no lugar de átomos de carbono no benzeno. Uma única substituição dá o próprio silabenzeno; substituições adicionais darão um disilabenzeno (3 isômeros teóricos), trisilabenzeno (4 isômeros), etc.
Silabenzenos tem sido o alvo de muitos estudos teóricos e sintéticos de químicos orgânicos interessados na questão de como moléculas benzênicas pesadas apresentam aromaticidade [carece de fontes?].
Embora vários compostos heteroaromáticos contendo átomos de nitrogênio, oxigênio, e enxofre sejam conhecidos desde os estágios iniciais da química orgânica, silabenzenos tem sido considerados ser compostos transientes, não isoláveis e foram detectados somente em matrizes de baixa temperatura por um tempo relativamente longo. Nos anos recentes, entretanto, um silabenzeno cineticamente estabilizado e outros compostos aromáticos pesados com átomos de silício ou germânio tem sido descritos [carece de fontes?].